# Liste der Naturdenkmale in Lohmen (Sachsen)
Die Liste der Naturdenkmale in Lohmen (Sachsen) nennt die Naturdenkmale in Lohmen im sächsischen Landkreis Sächsische Schweiz-Osterzgebirge.

## Definition
„Naturdenkmäler sind rechtsverbindlich festgesetzte Einzelschöpfungen der Natur oder entsprechende Flächen bis zu fünf Hektar, deren besonderer Schutz erforderlich ist
1. aus wissenschaftlichen, naturgeschichtlichen oder landeskundlichen Gründen oder
2. wegen ihrer Seltenheit, Eigenart oder Schönheit.“

„§ 18 – Naturdenkmäler – (zu § 28 BNatSchG)
(1) Die Erklärung nach § 22 Abs. 1 BNatSchG von Teilen von Natur und Landschaft als Naturdenkmal erfolgt durch Rechtsverordnung oder Einzelanordnung.
(2) Über § 28 Abs. 1 BNatSchG hinaus können Naturdenkmäler zur Sicherung von Lebensgemeinschaften oder Lebensstätten von im Bestand gefährdeten oder streng geschützten Arten festgesetzt werden.“

## Liste
Link zu einem Kartenansichtstool, um Koordinaten zu setzen.
| Bild | Bezeichnung                                      | Lage                                         | Beschreibung | Datum         | Nummer  |
| ---- | ------------------------------------------------ | -------------------------------------------- | ------------ | ------------- | ------- |
| BW   | Einblättrige Esche in Lohmen                     | Lohmen (50° 59′ 23,9″ N, 13° 59′ 37,8″ O)    |              | 1, 2, 3, 4    | ssz 038 |
| BW   | Eibe in Lohmen                                   | Lohmen (50° 59′ 17,2″ N, 14° 0′ 27,5″ O)     |              | 1, 2, 3, 4, 5 | ssz 039 |
| BW   | Winterlinde zwischen Lohmen und Doberzeit        | Lohmen (50° 59′ 6,2″ N, 13° 59′ 6,2″ O)      |              | 1, 2, 4, 5    | ssz 040 |
| BW   | Kastanienallee in Lohmen                         | Lohmen (50° 59′ 13,2″ N, 13° 59′ 47,8″ O)    |              | 2, 4, 5       | ssz 047 |
| BW   | Traubeneiche am Questenberg bei Doberzeit        | Doberzeit (50° 58′ 49,5″ N, 13° 57′ 53,3″ O) |              | 5             | ssz 069 |
| BW   | Ulme an der Kirschallee zum Doberzeiter Kohlberg | Lohmen (50° 58′ 58,5″ N, 13° 58′ 45,3″ O)    |              | 2, 3, 4, 5    | ssz 082 |
| BW   | Riesenfichten in der Wesenitzklamm bei Lohmen    | Lohmen (51° 0′ 13,9″ N, 14° 0′ 21,4″ O)      |              | 1, 4          | ssz 098 |
| BW   | Waldflößchen in den Huten                        | (50° 59′ 16,9″ N, 14° 2′ 43,6″ O)            |              |               | SSZ 110 |
| BW   | Gemeindeberg bei Dobra                           | (51° 0′ 5,6″ N, 14° 2′ 6,3″ O)               |              |               | SSZ 111 |
| BW   | Quellwald an der Brausnitz                       | (50° 59′ 52″ N, 14° 1′ 27,7″ O)              |              |               | SSZ 112 |
| BW   | Kohlberg bei Doberzeit mit Aufschluss            | (50° 59′ 12,9″ N, 13° 58′ 35,4″ O)           |              |               | SSZ 122 |
| BW   | Windkanter am Questenberg bei Doberzeit          | (50° 58′ 45,5″ N, 13° 58′ 14,8″ O)           |              |               | SSZ 147 |

Das Nummernschema des Landkreises unterscheidet
- Einzelnaturdenkmal = Kleinbuchstaben (ssz 001 Winterlinde in Neustadt; …)
- Flächennaturdenkmal = Großbuchstaben (SSZ 001 Erlpeterquelle Pirna; …)